# 普卢格纳-朗加
普卢格纳-朗加（法語：Plouguenast-Langast，法語發音：[pluɡna lɑ̃ɡa]）是法国阿摩尔滨海省的一个市镇，位于该省中部偏东南，属于圣布里厄区。

## 历史
普卢格纳-朗加成立于2019年1月1日，由相邻的普卢格纳（Plouguenast）和朗加（Langast）两个市镇合并而成，其中普卢格纳为政府驻地。

## 地理
普卢格纳-朗加（48°16'56"N, 2°42'11"W）面积55.57 平方千米，位于法国布列塔尼大區阿摩尔滨海省，该省份为法国西北部沿海省份，位于布列塔尼半岛北部，北濒大西洋英吉利海峡，西接菲尼斯泰尔省，南至莫尔比昂省，东临伊勒-维莱讷省。
与普卢格纳-朗加接壤的市镇（或旧市镇、城区）包括：普莱米、勒默内、拉莫特、戈松、普勒克-莱尔米塔日。
普卢格纳-朗加的时区为UTC+01:00、UTC+02:00（夏令时）。

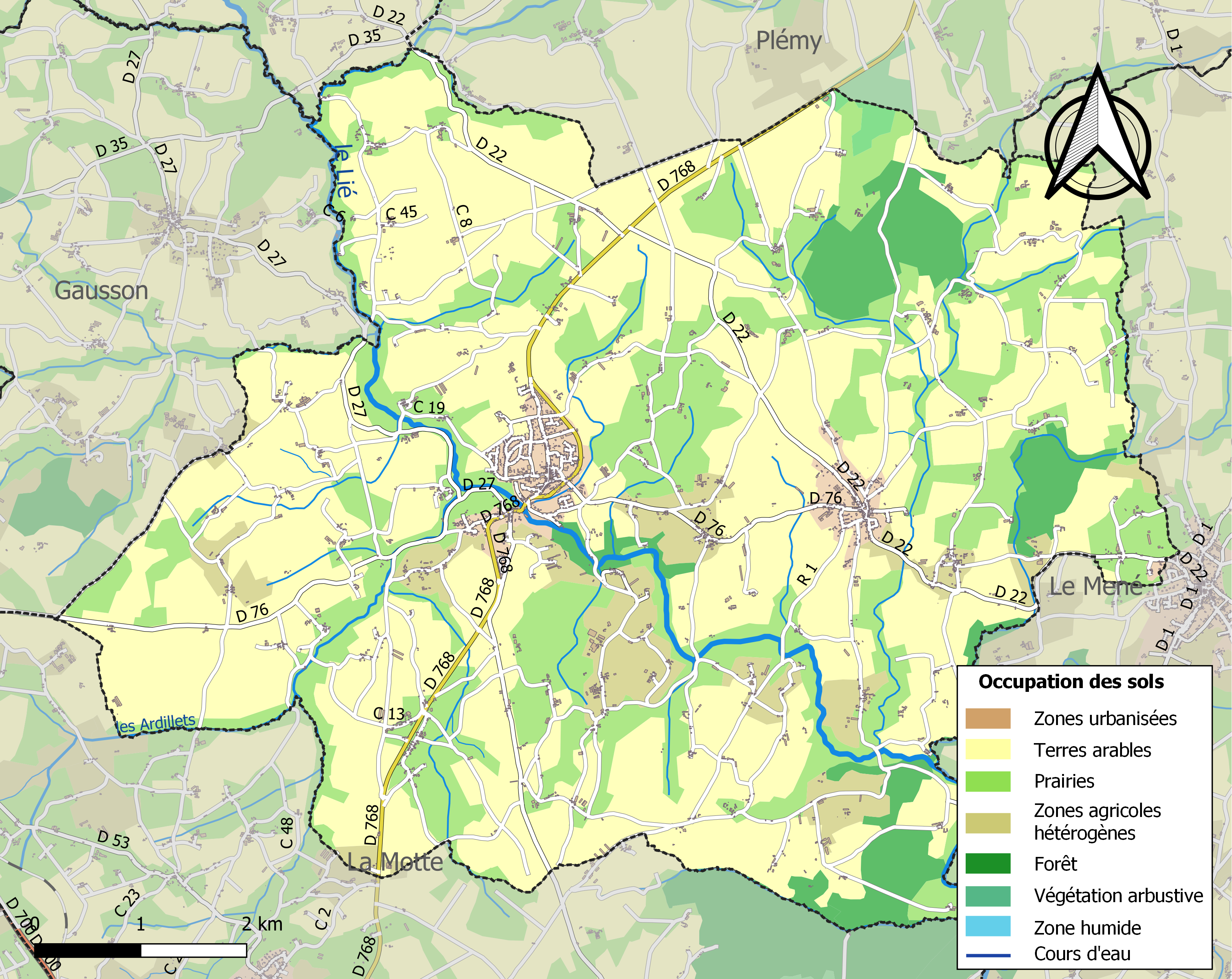
普卢格纳-朗加的OSM定位图

## 行政
普卢格纳-朗加的邮政编码为22150，INSEE市镇编码为22219。

## 政治
普卢格纳-朗加所属的省级选区为盖莱当县。

## 人口
普卢格纳-朗加于2022年1月1日时的人口数量为2390人。